# Masdevallia paivaeana
Masdevallia paivaeana är en orkidéart som beskrevs av Heinrich Gustav Reichenbach. Masdevallia paivaeana ingår i släktet Masdevallia och familjen orkidéer. Inga underarter finns listade i Catalogue of Life.